# Арсенио Портиљо, Лос Молинос (Алтар)
Арсенио Портиљо, Лос Молинос (шп. Arsenio Portillo, Los Molinos) насеље је у Мексику у савезној држави Сонора у општини Алтар. Насеље се налази на надморској висини од 752 м.

## Становништво
Према подацима из 2010. године у насељу су живела 3 становника.

### Хронологија
| Година       | 2000 | 2005      | 2010 |
| ------------ | ---- | --------- | ---- |
| Становништво | 5    | 6 (3 / 3) | 3    |

### Попис
| # | Индикатор                     | Вредност |
| - | ----------------------------- | -------- |
| 1 | Укупно домаћинстава           | 2        |
| 2 | Укупно насељених домаћинстава | 1        |
| 3 | Величина локације             | 1        |